# Catalina Guagnini
Catalina Silvia Raymundo de Guagnini (3 de noviembre de 1914 - 30 de julio de 2004) fue una docente y militante trotskista argentina. Como madre de dos desaparecidos durante el Proceso de Reorganización Nacional, fundó la organización Familiares de Desaparecidos y Detenidos por Razones Políticas de la que fue dirigente.
En 1983 integró la fórmula presidencial del Partido Obrero como candidata a Vicepresidente, junto a Gregorio Flores como Presidente.